# Vélizy-Villacoublay
Vélizy-Villacoublay est une commune française située dans le département des Yvelines en région Île-de-France, à trois kilomètres à l'est de Versailles.
Ville industrielle, accueillant de nombreux sièges sociaux d'entreprise, elle constitue la partie nord du pôle scientifique et technologique Paris-Saclay, en cours d'aménagement depuis 2010.
Depuis le 1er janvier 2016, elle fait partie de Versailles Grand Parc. Ses habitants sont appelés les Véliziens.

## Géographie

### Localisation
La commune est située à 9 kilomètres de la Porte de Saint-Cloud du boulevard périphérique parisien, et à 3,5 kilomètres à l'est de Versailles.
| - Carte de la commune de Vélizy-Villacoublay dans son environnement géographique. |

| Viroflay      | Chaville (Hauts-de-Seine) | Meudon (Hauts-de-Seine)  |
| Versailles    | Vélizy-Villacoublay       | Clamart (Hauts-de-Seine) |
| Jouy-en-Josas | Bièvres (Essonne)         | Bièvres (Essonne)        |

### Géologie et relief
La superficie de la commune est de 893 hectares ; l'altitude varie entre 102 et 179 mètres.
La commune est située sur un plateau dominant Paris et bénéficie donc d’une altitude privilégiée, ce qui lui permet de ne pas ou peu souffrir des possibles inondations lors des fortes pluies, l’eau se déversant en aval dans la cuvette de Chaville.
Environ 313 hectares de forêt domaniale (domaine forestier de Meudon) couvrent une partie du territoire de la commune et offrent aux Véliziens de grands espaces de verdure naturels. De plus Vélizy possède plus de 65 hectares d’espaces verts.

### Climat
Pour des articles plus généraux, voir Climat de l'Île-de-France et Climat des Yvelines.
En 2010, le climat de la commune est de type climat océanique dégradé des plaines du Centre et du Nord, selon une étude du CNRS s'appuyant sur une série de données couvrant la période 1971-2000. En 2020, Météo-France publie une typologie des climats de la France métropolitaine dans laquelle la commune est exposée à un climat océanique altéré et est dans la région climatique  Sud-ouest du bassin Parisien, caractérisée par une faible pluviométrie, notamment au printemps (120 à 150 mm) et un hiver froid (3,5 °C). 
Pour la période 1971-2000, la température annuelle moyenne est de 10,8 °C, avec une amplitude thermique annuelle de 15,2 °C. Le cumul annuel moyen de précipitations est de 681 mm, avec 10,9 jours de précipitations en janvier et 8,2 jours en juillet. Pour la période 1991-2020, la température moyenne annuelle observée sur la station météorologique la plus proche, située sur la commune de Toussus-le-Noble à 7 km à vol d'oiseau, est de 11,5 °C et le cumul annuel moyen de précipitations est de 677,0 mm,. Pour l'avenir, les paramètres climatiques de la commune estimés pour 2050 selon différents scénarios d'émission de gaz à effet de serre sont consultables sur un site dédié publié par Météo-France en novembre 2022.

## Voies de communications et transports

### Voies routières
Vélizy se situe à une quinzaine de kilomètres de Paris intra-muros et à une quinzaine de minutes de trajet en voiture en passant par la N118. La commune est desservie par l'A86, par la RN 118 et la RN 12. À partir de 2024, la commune devrait être desservie par un nouvel échangeur de l'A86 au niveau de Vélizy 2.

### Transports en commun
La ville est desservie par :

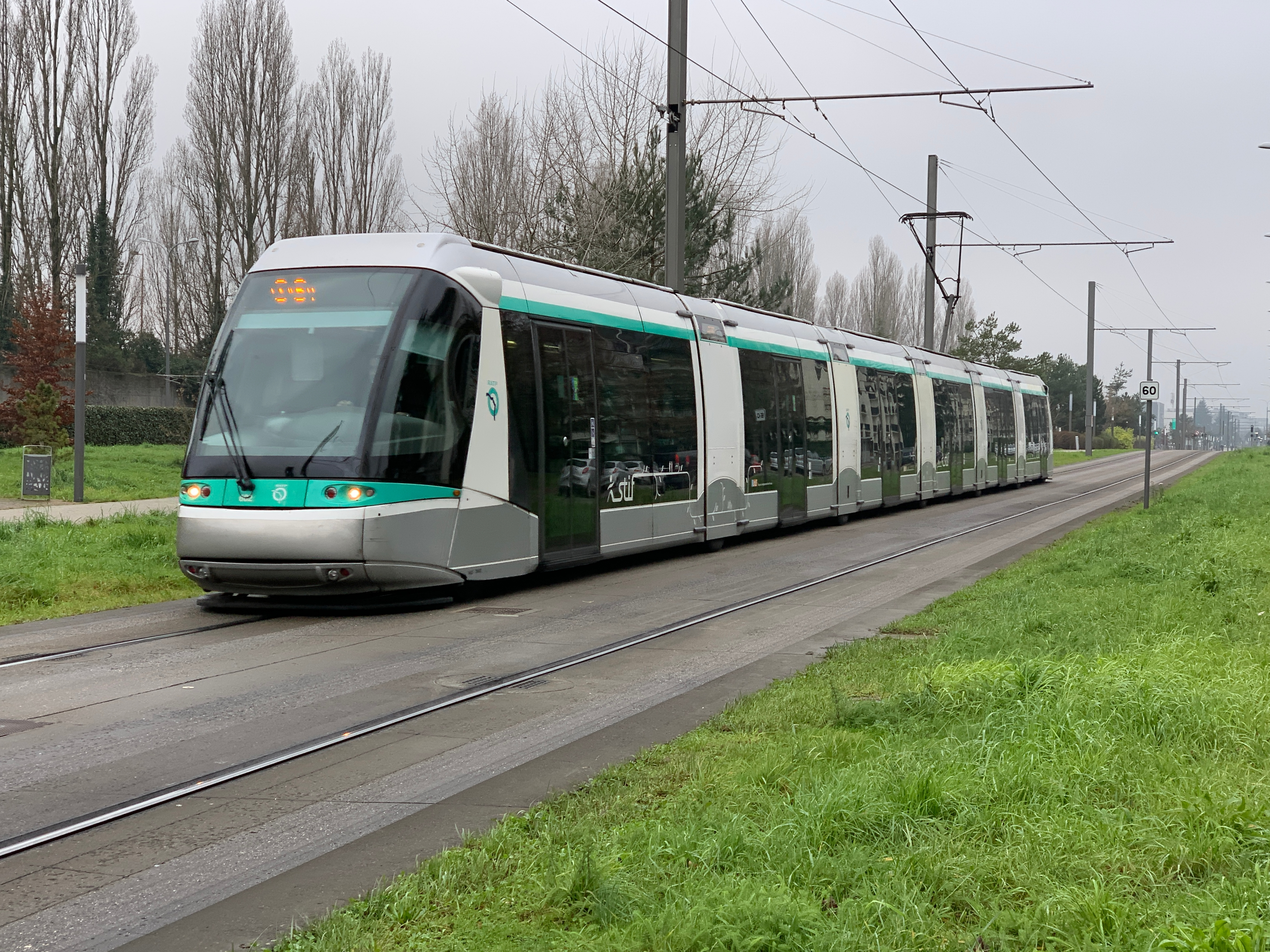
Un tram de la ligne T6 sur l'avenue de l'Europe.

- le RER C à la gare de Chaville - Vélizy, sur la commune de Viroflay ;
- le Tramway T6, 7 stations sur la commune ;
- les lignes 179, 190, 291 et 390 du réseau de bus de la RATP ;
- les lignes 15, 60 et 91.08 du réseau de bus Paris-Saclay ;
- les lignes 6122, 6123, 6124, 6131, 6132, 6133, 6134, 6140, 6142, 6145, 6175, 6176, 6177, et 6178 du réseau de bus de Vélizy Vallées ;
- les lignes 5153 et 7807 du réseau de bus Île-de-France Ouest ;
- la ligne N66, la nuit, par le réseau Noctilien.

#### Projets de développement du réseau
La ville souhaite améliorer l’accès à son territoire. Pour délester le trafic sur les axes structurants (A86 et N 118), un nouvel échangeur organisant le franchissement de l’autoroute est en construction ; ce projet devrait aboutir en 2024.
Le 13 janvier 2015, le maire de la ville, Pascal Thévenot, envisage la création d'un téléphérique entre le pont de Sèvres et la commune afin de désengorger la RN 118 ; ce sont 5 000 à 6 000 voyageurs par heure et par sens qui pourront être transportés.

### Pistes cyclables
En parallèle à cette amélioration de la circulation automobile, la commune n’oublie pas les circulations douces et poursuit le développement de son réseau cyclable commencé il y a plusieurs années. Ainsi ce sont près de 20 pistes cyclables (mixtes avec les piétons ou exclusivement réservées aux cyclistes) qui ont été ou vont être aménagées sur la ville, pour permettre une continuité du nord au sud et de l’est à l’ouest. Ce projet de circulation « propre » est dynamisé par l’arrivée du tramway dont le tracé sera en grande partie longé par des pistes cyclables : avenues Louis-Breguet, de l’Europe et Morane-Saulnier notamment. Les bandes et pistes existantes ainsi que celle des communes avoisinantes comme celle de la RD 53 qui relie Vélizy à Chaville et Jouy-en-Josas seront reliées.

## Urbanisme

### Typologie
Au 1er janvier 2024, Vélizy-Villacoublay est catégorisée grand centre urbain, selon la nouvelle grille communale de densité à sept niveaux définie par l'Insee en 2022.
Elle appartient à l'unité urbaine de Paris, une agglomération inter-départementale regroupant 407  communes, dont elle est une commune de la banlieue,,. Par ailleurs la commune fait partie de l'aire d'attraction de Paris, dont elle est une commune du pôle principal,. Cette aire regroupe 1 929 communes,.

### Occupation des sols
Le tableau ci-dessous présente l'occupation des sols de la commune en 2018, telle qu'elle ressort de la base de données européenne d’occupation biophysique des sols Corine Land Cover (CLC).
| Type d’occupation                                              | Pourcentage | Superficie (en hectares) |
| -------------------------------------------------------------- | ----------- | ------------------------ |
| Tissu urbain discontinu                                        | 20,5 %      | 184                      |
| Zones industrielles ou commerciales et installations publiques | 27,3 %      | 245                      |
| Réseaux routiers et ferroviaires et espaces associés           | 3,7 %       | 33                       |
| Aéroports                                                      | 13,2 %      | 118                      |
| Équipements sportifs et de loisirs                             | 1,2 %       | 11                       |
| Forêts de feuillus                                             | 34,1 %      | 306                      |
| Source : Corine Land Cover                                     |             |                          |

### Morphologie urbaine
Il y a six quartiers d'habitation : Mozart, le Clos, le Mail (avec Pointe Ouest), le Village, Est (avec Louvois et Europe) et Vélizy - Bas (avec l'Ursine et le Bocage) jouxtant la commune de Chaville.

### Logement
En 2009, le nombre total de logements dans la commune était de 8 856, alors qu'il était de 8 839 en 1999.
Parmi ces logements, 94,5 % étaient des résidences principales, 1 % des résidences secondaires et 4,4 % des logements vacants. Ces logements étaient pour 17,9 % d'entre eux des maisons individuelles et pour 81,2 % des appartements.
La proportion des résidences principales, propriétés de leurs occupants était de 47,6 %, en hausse par rapport à 1999 (43,6 %). La part de logements HLM loués vides n'était plus que de 18,8 % contre 29,7 % en 1999, leur nombre ayant beaucoup diminué depuis 1999 : 1 574 en 2009 contre 2 510 en 1999.

#### Projets d'aménagement
La commune, consciente du besoin en logements a lancé, depuis 2007, plusieurs grands projets d’aménagement et de construction. D’ici 2014, près de 1 700 logements sont ainsi prévus d’être construits dont 700 logements destinés aux étudiants et jeunes actifs. La plupart d’entre eux sont issus du programme local de l’habitat (PLH) de la commune, couvrant la période 2011-2016. Cette transformation de la commune s’effectue avec une double préoccupation : contenir la pression et les prix de l’immobilier tout en préservant la qualité du cadre de vie. L’objectif du PLH est d’atteindre une population de 25 000 habitants en 2016. Les programmes immobiliers (Carré d’Alcyon, Villa Azur, Galilée, Alizé…), et le réaménagement de quartiers, comme celui de Louvois ou Europe, traduisent cette ambition.

## Toponymie
Pour Vélizy 
Vileriacum en 829, Villesoblen en 1169, Vilesi en 1226, Vilisiacum en 1238, Villesis en 1241, Velisi en 1276.
Nom possible d’un domaine gallo-romain appelé *Vilitiacum qui aurait donné Vélizy.
Un lieu-dit : Urcines, rappelle une paroisse disparue, s'étendant sur le plateau. Attesté sous la forme Orsinne en 1559.
Pour Villacoublay  (Villacoublay sera accolé à Vélizy en 1937.)
Villes-Coble, Villa Escoblen au XIIe siècle, Villa Escobleu au XIIe siècle, Villescoublain au XIVe siècle, Villacoublai au xve siècle.
Villa Escoblen, cité au XIIe siècle, était une ferme sans importance. Ledesmallus, chevalier de Vilescoblen, aurait vendu à l’évêque de Paris une propriété sise à l’emplacement de l’actuel Villacoublay.

## Histoire

### Les dates importantes de l’histoire de Vélizy-Villacoublay

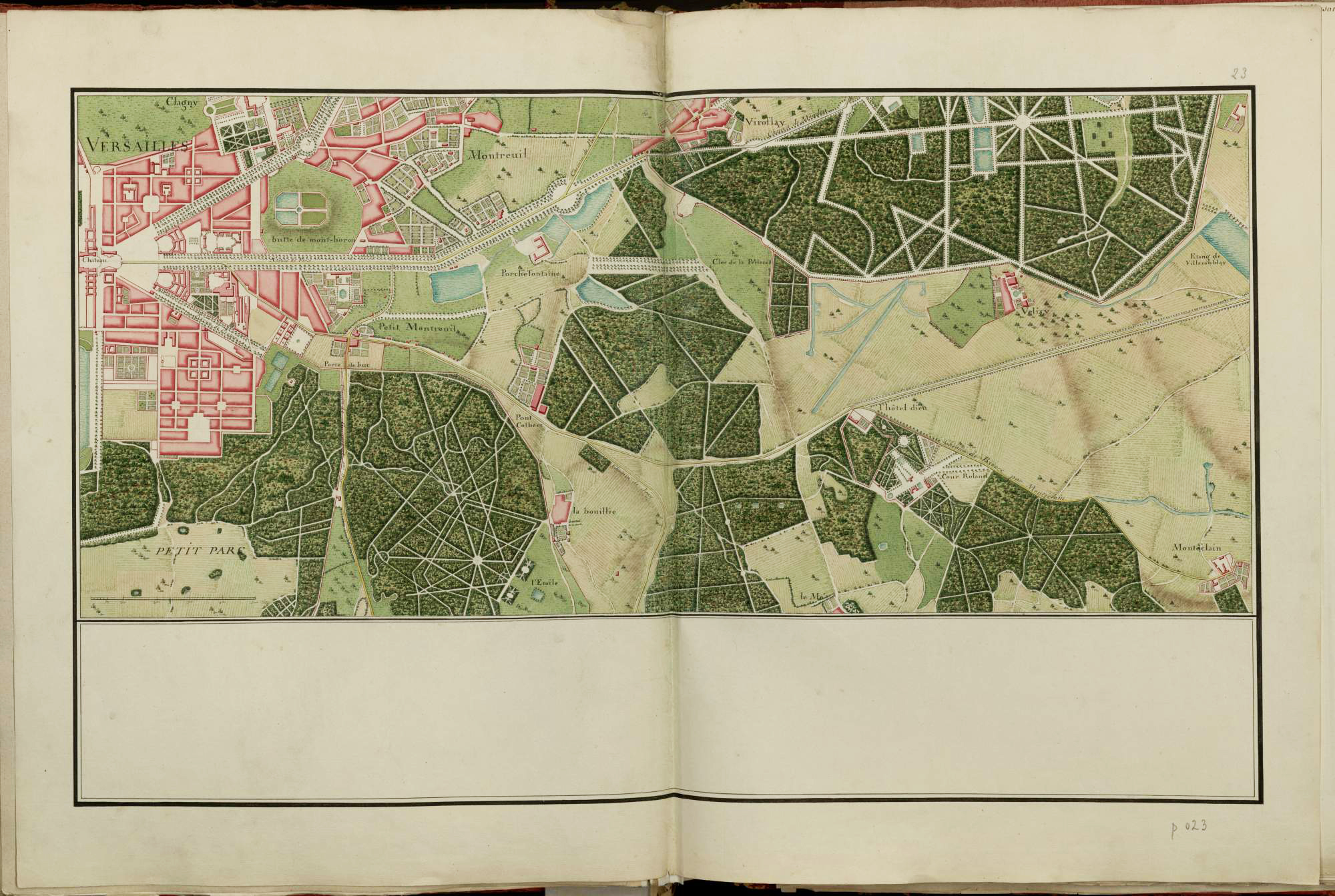
Le hameau de Vélizy et l'étang de Villacoublay sur la planche de l'atlas de Trudaine consacrée à Versailles, XVIIIe siècle (Archives nationales).

#### Ancien Régime
Autrefois Vélizy n'était qu'un simple hameau du village d'Ursine, village qui était au milieu des bois. Ursine, ou Ursines, fut érigé en paroisse au XIIIe siècle.
Le territoire était formé de trois seigneuries distinctes, Vélizy, Villacoublay et Ursine, mentionnées à partir du XIe siècle, qui, au Moyen Âge, étaient les propriétés de l'Hôtel-Dieu de Notre-Dame de Paris. C'est ensuite la famille Louvois, déjà propriétaire des seigneuries de Chaville et de Meudon, qui acquiert progressivement ces territoires.
En 1674, lorsque Louvois eut acheté la seigneurie de Chaville, il fit transporter l'église, qui était à Ursine, à Vélizy. L'archevêque de Paris avait autorisé cette translation parce que cette église était située dans un endroit bas et marécageux, qu'elle était en ruines et que l'air malsain du presbytère faisait « que les curés y vivaient peu ». À la place de la vieille église d'Ursine, Louvois fit creuser un étang pour alimenter son parc de Chaville.
Si l'été Ursine était un lieu de villégiature agréable, frais et verdoyant, situé au milieu de territoires de chasse il en était autrement en hiver, ou le lieu, avec ses pluies, ses froids, ses brouillards humides et malsains qui se dégageaient des marécages n'en faisait plus un séjour agréable et salubre. Ainsi après la Saint-Denis, le 3 octobre, le seigneur, sa suite et bon nombre des habitants avaient déjà déserté la vallée pour aller s'établir sur le haut de la colline, à Vélizy. C'est ainsi qu'Ursines s'est dépeuplé et s'est vu transplanté à Vélizy. Le rond-point d'Ursine est le souvenir du village à l'origine de Vélizy-Villacoublay.
Ces domaines sont entrés dans le domaine royal progressivement à partir du XVIIe siècle et à la fin du XVIIIe siècle pour celui de Vélizy.

#### XIXesiècle
C’est à Vélizy, le 1er juillet 1815, que le général Exelmans, à la tête des dragons, culbuta deux régiments de hussards prussiens qu'il chassa jusqu'à Rocquencourt, où ils furent complètement détruits par des détachements de l’armée française. À la suite de ces combats, les gardes nationaux de la contrée ayant pris les armes et tiré sur les cavaliers prussiens, le lendemain les troupes prussiennes, en représailles, brûlèrent presque complètement le village et le pillèrent, ce qui lui fit donner le surnom de Petit Moscou,,.
Pendant le siège de Paris, durant la guerre de 1870, les Prussiens utilisent la cour de la ferme Rabourdin comme parc d'artillerie. C'est également à proximité de cette ferme qu'eut lieu, le 19 septembre 1870, la première bataille de Châtillon et l'épisode sanglant de la Grange Dame Rose où quelques zouaves ont lutté contre une nombreuse troupe ennemie et ont été massacrés après une résistance opiniâtre.

#### Début duXXesiècle
1936 : à la suite de la création de l'armée de l'air en 1934, l'aérodrome est renommé base aérienne 107 Villacoublay.
1937 : L’aérodrome de Villacoublay a pris une telle importance au niveau international que le conseil municipal de Vélizy décide, le 29 mai 1937, que le nom de Villacoublay soit réuni à celui de Vélizy et que la commune prenne le nom de « Vélizy-Villacoublay ». Le 18 juillet 1937 a lieu la "Fête de l'air", un grand meeting aérien qui préfigure le salon du Bourget d'après-guerre.

#### Seconde Guerre mondiale
La base aérienne 107 Villacoublay est bombardée à plusieurs reprises durant la guerre.
Le 3 juin 1940 lors de l'invasion allemande, la Luftwaffe bombarde la base de l'armée de l'air. Deux cents bombes sont larguées par vagues successives en 35 minutes. On dénombre 9 morts, 26 blessés et 17 avions endommagés ou détruits. De plus, quelques maisons du village, qui pâtit alors pour la première fois de sa proximité avec la base militaire, sont touchées, mais les fermes restent intactes.
Le 14 juin 1940, les Allemands entrent à Vélizy-Villacoublay et réquisitionnent les bâtiments publics, la mairie, les groupes scolaires Ferdinand-Buisson et Jean-Macé ainsi que les fermes de la commune. Ils exigent aussi la collaboration des habitants sans pour autant l’obtenir. Les rapports entre les habitants et les occupants seront froids voire inexistants jusqu’à la libération de la ville en août 1944.
De juin 1940 à août 1944 la base aérienne est utilisée par la Luftwaffe allemande, et devient une cible importante pour les Alliés, surtout les Américains qui se donnent pour objectif de détruire la piste et les hangars :
- Le 24 août 1943 le bombardement américain neutralise la piste, mais Le Clos et Vélizy-Village sont grièvement touchés, bilan : 34 morts, 106 blessés dont 46 graves et plus de 200 maisons endommagées ou détruites.
- Le 5 février 1944 et le 20 mai 1944 le bombardement touche aussi la grande ferme de Villacoublay, principale réserve de vivres du village.

De nombreux cratères, témoins de ces bombardements, sont encore visibles en forêt de Meudon, dans la partie nord du plateau de Vélizy.
Le 22 août 1944 les Allemands évacuent la base. Vélizy est libérée par les forces alliées le 23 août 1944.

#### Après-guerre
1952 : la Ville est récompensée de sa loyauté pendant la Seconde Guerre mondiale par une citation à l’ordre de la Nation, assortie de l’attribution de la Croix de guerre avec étoile d’argent.
1957 : par délibération du conseil municipal du 29 avril 1957 Villacoublay adopte de nouvelles armes (voir Héraldique) : un écu à la française, « d'azur à deux vols d'argent en forme de V posés l'un au-dessus de l'autre, accompagnés en chef d'une étoile et en pointe de deux quintefeuilles et entre chacun des vols, de deux épis de blé tigés et feuillés posés l'un en bande, l'autre en barre, le tout d'or ». Ces armoiries évoquent la double vocation de la ville, agricole (les épis de blé) et aéronautique (les ailes, l’étoile qui guide les aviateurs). De plus, les deux V évoquent le double nom de la commune : Vélizy-Villacoublay.
1962 : Sous l’impulsion de Robert Wagner (maire de Vélizy-Villacoublay de 1953-1988 et qui avait déjà entrepris la construction d’une centaine de pavillons entre 1957 et 1958) la construction d’une première tranche de 2000 logements d’un grand ensemble immobilier est lancée, elle annonce une véritable ville nouvelle.
1965 : Construction d’une caserne des compagnies républicaines de sécurité (CRS), elle héberge aujourd’hui en tant que direction zonale Paris - Île-de-France les groupements no 1 et no 61 de CRS.
1972 : ouverture du centre commercial régional Vélizy 2.
1974 : achèvement des grands ensembles immobiliers de la ville et inauguration de la nouvelle mairie en présence de Jacques Chirac, Premier ministre.
1991 : création de l’Institut universitaire de technologie (IUT) de Vélizy, composante de l’université de Versailles-Saint-Quentin-en-Yvelines. Il propose des formations professionnelles qui délivrent un diplôme universitaire et technologique (DUT) et des licences professionnelles. Ces formations sont dispensées dans les domaines des technologies industrielles et tertiaires (industrie, commerce, services).
2002 : livraison du centre culturel de Vélizy-Villacoublay : « l’Onde » conçue par l’architecte Claude Vasconi. Ce centre compte notamment en son sein une école de musique, une école de danse et une salle de spectacle et un théâtre de 670 places.
2011 : Implantation de l’Institut des sciences et techniques des Yvelines (ISTY), délivrant deux diplômes reconnus par la commission des titres d’ingénieurs (CTI) en informatique et mécatronique.
13 décembre 2014 : Date de mise en service du tramway T6, nouvelle ligne allant de Châtillon à Viroflay en passant par Vélizy-Villacoublay.

## Politique et administration

### Rattachements administratifs et électoraux
Antérieurement à la loi du 10 juillet 1964, la commune faisait partie du département de Seine-et-Oise. La réorganisation de la région parisienne en 1964 fit que la commune appartient désormais au département des Yvelines et son arrondissement de Versailles, après un transfert administratif effectif au 1er janvier 1968.
Pour l'élection des députés, la ville fait partie depuis 1988 de la deuxième circonscription des Yvelines.
Elle faisait partie de 1801 à 1967 du canton de Versailles-Sud du département de Seine-et-Oise. Lors de la mise en place des Yvelines, elle est rattachée en 1967 au canton de Viroflay avant de devenir en 1976 le chef-lieu du canton de Vélizy-Villacoublay. Dans le cadre du redécoupage cantonal de 2014 en France, la commune est désormais intégrée au canton de Versailles-2.
Vélizy-Villacoublay relève des tribunal d'instance, tribunal de grande instance, cour d'appel de Versailles, tribunal pour enfants, conseil de prud'hommes, tribunal de commerce, tribunal administratif, et de la cour administrative d'appel de Versailles.

### Intercommunalité
Le 1er janvier 2014, la ville rejoint la communauté d'agglomération Grand Paris Seine Ouest, (GPSO), dont les autres communes sont situées dans les Hauts-de-Seine.
Le 1er janvier 2015, en conséquence des élections municipales de 2014 et des règles et contraintes induites par la création de la métropole du Grand Paris auxquelles la ville souhaite échapper,, Vélizy-Villacoublay a quitté GPSO. Vélizy devient une commune isolée en 2015 et pourrait rejoindre la communauté d'agglomération Versailles Grand Parc en 2016.
Le 1er janvier 2016, la commune intègre donc la communauté d'agglomération Versailles Grand Parc.

### Liste des maires
Depuis 1953, cinq maires se sont succédé :
| Période        | Période        | Identité        | Étiquette                   | Qualité |
| -------------- | -------------- | --------------- | --------------------------- | --- |
| mai 1953       | avril 1988     | Robert Wagner   | UNR puis UDR puis RPR       | Ingénieur Député de Seine-et-Oise (6e circ.) (1958 → 1967) Député des Yvelines (6e circ.) (1967 → 1986) Député des Yvelines (1986 → 1988) Conseiller général du canton de Vélizy-Villacoublay (1976 → 1988) Décédé en fonction |
| avril 1988     | mars 1990      | Antoine Trani   | RPR                         | Déclaré inéligible par le Conseil d'Etat le 21 février 1990 |
| mars 1990      | septembre 2004 | Raymond Loisel  | RPR puis UMP                | Démissionnaire |
| septembre 2004 | avril 2014     | Joël Loison     | UMP                         | Directeur commercial retraité Conseiller général du canton de Vélizy-Villacoublay (2005 → 2015) |
| avril 2014     | En cours       | Pascal Thévenot | UMP → LR puis Soyons libres | Ingénieur informatique Député des Yvelines (2e circ.) (2016 → 2017) Réélu pour le mandat 2020-2026, |

### Distinctions et labels
La commune participe au concours des villes et villages fleuris et, en 2013, est classée quatre fleurs depuis 2003. En 2024, elle reçoit la distinction de Fleur d'Or 2024, seule commune de toute l'Ile-de-France.
En 2010, la commune de Vélizy-Villacoublay a obtenu le label « Ville Internet @@@ ».

### Jumelages
Au 5 juin 2013, Vélizy-Villacoublay est jumelée avec :
- Dietzenbach (Allemagne) ;
- Harlow (Royaume-Uni) ;
- Alytus (Lituanie).
- Hostomel (ukraine).

## Population et société

### Démographie

#### Évolution démographique
L'évolution du nombre d'habitants est connue à travers les recensements de la population effectués dans la commune depuis 1793. Pour les communes de plus de 10 000 habitants les recensements ont lieu chaque année à la suite d'une enquête par sondage auprès d'un échantillon d'adresses représentant 8 % de leurs logements, contrairement aux autres communes qui ont un recensement réel tous les cinq ans,.

En 2022, la commune comptait 22 481 habitants, en évolution de +4,48 % par rapport à 2016 (Yvelines : +2,72 %, France hors Mayotte : +2,11 %).
| 1793 | 1800 | 1806 | 1821 | 1831 | 1836 | 1841 | 1846 | 1851 |
| ---- | ---- | ---- | ---- | ---- | ---- | ---- | ---- | ---- |
| 168  | 130  | 158  | 200  | 151  | 197  | 213  | 221  | 207  |

| 1856 | 1861 | 1866 | 1872 | 1876 | 1881 | 1886 | 1891 | 1896 |
| ---- | ---- | ---- | ---- | ---- | ---- | ---- | ---- | ---- |
| 178  | 178  | 185  | 206  | 261  | 236  | 227  | 273  | 268  |

| 1901 | 1906 | 1911 | 1921  | 1926  | 1931  | 1936  | 1946  | 1954  |
| ---- | ---- | ---- | ----- | ----- | ----- | ----- | ----- | ----- |
| 230  | 294  | 438  | 1 487 | 2 246 | 3 673 | 4 175 | 3 773 | 6 075 |

| 1962  | 1968   | 1975   | 1982   | 1990   | 1999   | 2006   | 2011   | 2016   |
| ----- | ------ | ------ | ------ | ------ | ------ | ------ | ------ | ------ |
| 6 402 | 15 471 | 22 611 | 22 430 | 20 725 | 20 342 | 20 030 | 20 711 | 21 517 |

| 2021   | 2022   | - | - | - | - | - | - | - |
| ------ | ------ | - | - | - | - | - | - | - |
| 22 713 | 22 481 | - | - | - | - | - | - | - |

#### Pyramide des âges
En 2018, le taux de personnes d'un âge inférieur à 30 ans s'élève à 38,6 %, soit au-dessus de la moyenne départementale (38 %). À l'inverse, le taux de personnes d'âge supérieur à 60 ans est de 20,8 % la même année, alors qu'il est de 21,7 % au niveau départemental.
En 2018, la commune comptait 11 330 hommes pour 11 319 femmes, soit un taux de 50,02 % d'hommes, légèrement supérieur au taux départemental (48,68 %).
Les pyramides des âges de la commune et du département s'établissent comme suit.
| Hommes | Classe d’âge | Femmes |
| ------ | ------------ | ------ |
| 0,3    | 90 ou +      | 1,2    |
| 6,0    | 75-89 ans    | 9,2    |
| 10,3   | 60-74 ans    | 14,5   |
| 19,2   | 45-59 ans    | 18,8   |
| 22,4   | 30-44 ans    | 21,1   |
| 22,5   | 15-29 ans    | 17,8   |
| 19,3   | 0-14 ans     | 17,4   |

| Hommes | Classe d’âge | Femmes |
| ------ | ------------ | ------ |
| 0,6    | 90 ou +      | 1,4    |
| 6      | 75-89 ans    | 7,8    |
| 13,5   | 60-74 ans    | 14,8   |
| 20,7   | 45-59 ans    | 20,1   |
| 19,6   | 30-44 ans    | 19,9   |
| 18,5   | 15-29 ans    | 16,8   |
| 21,2   | 0-14 ans     | 19,2   |

### Enseignement
Vélizy-Villacoublay est située dans l'académie de Versailles.

#### Établissements scolaires
La commune administre cinq écoles maternelles et sept écoles élémentaires communales.
Le département gère deux collèges (Maryse-Bastié et Saint-Exupéry). Le lycée le plus proche est situé à Versailles.

#### Vie universitaire
Situé en face du centre commercial Vélizy 2, le Pôle universitaire technologique de Vélizy-Villacoublay (appartenant à l'Université de Versailles-Saint-Quentin-en-Yvelines) regroupe :
- l'Institut universitaire de technologie de Vélizy (IUT de Vélizy)
- et l'Institut des sciences et techniques des Yvelines (ISTY), notamment sa filière informatique.

Le pôle est constitué de bâtiments administratifs (comportant les laboratoires LISV, LISP et PRISM), d'un parc informatique composé d'une trentaine de salles, d'un bâtiment d'études (deux amphithéâtres et quatre étages de salles de travaux dirigés), et d'un restaurant administré par le centre régional des œuvres universitaires et scolaires (CROUS).

### Médias
- Les Echos est le magazine municipal mensuel[58].

### Cultes
Les Véliziens disposent de lieux de culte :
- catholique : le territoire de la commune dépend de la paroisse Saint-Jean-Baptiste - Saint-Denis au sein du doyenné Versailles-Sud du diocèse de Versailles[59].
- israëlite : synagogue de Versailles.
- arménien : église apostolique arménienne de Chaville.
- orthodoxe : église Notre-Dame-Souveraine de Chaville.
- protestant : église protestante de France de Vélizy-Villacoublay.

## Économie

### Revenus de la population et fiscalité
En 2010, le revenu fiscal médian par ménage était de 39 599 €, ce qui plaçait Vélizy-Villacoublay au 2 695e rang parmi les 31 525 communes de plus de 39 ménages en métropole.

### Emploi
En 2009, la population âgée de 15 à 64 ans s'élevait à 17 056 personnes, parmi lesquelles on comptait 78,4 % d'actifs dont 73,9 % ayant un emploi et 4,6 % de chômeurs.
On comptait 6 567 emplois dans la zone d'emploi, contre 38 997 en 1999. Le nombre d'actifs ayant un emploi résidant dans la zone d'emploi étant de 9 785, l'indicateur de concentration d'emploi était de 409,5 %, ce qui signifie que la zone d'emploi offrait quatre emplois par habitant actif.

### Entreprises et commerces
Au 31 décembre 2010, Vélizy-Villacoublay comptait 1 898 établissements : 3 dans l’agriculture-sylviculture-pêche, 88 dans l'industrie, 141 dans la construction, 1 459 dans le commerce-transports-services divers et 207 étaient relatifs au secteur administratif.
En 2011, 145 entreprises ont été créées à Vélizy-Villacoublay, dont 92 par des autoentrepreneurs.
Ces emplois sont principalement localisés dans la « zone d'emplois » INOVEL Parc qui jouxte la base aérienne 107 Villacoublay et les centres commerciaux Westfield Vélizy 2, L’Usine mode et maison, Art de vivre. Les entreprises les plus importantes sont :
- Aéronautique : Thales, Safran Landing Systems
- Transport : Thales Schindler
- Agro-Alimentaire : Kraft Foods
- Automobile : centre technique PSA Peugeot Citroën, Citroën, Renault Trucks, Porsche, BMW – Mini, Audi…
- BTP : Eiffage
- Nouvelles Technologie médicales : Carmat
- Logiciel : Dassault Systèmes, Oracle, Capgemini Engineering
- Sociétés de service : Steria, LGM
- Télécommunications : Ekinops, Thales, Nokia France, Bouygues Telecom, Oracle Corporation, INEO
- Logistique industrielle : Jungheinrich.
- la caserne des CRS 61 est au centre de la commune

Au 1er janvier 2012, Vélizy-Villacoublay comptait quatre hôtels pour un total de 530 chambres : un de niveau « 1 étoile », un de niveau « 2 étoiles » et deux de niveau « 4 étoiles ».

### Inovel Parc
En parallèle à l’aménagement des quartiers d’habitation, la ville accueille le pôle d’affaires d’envergure Inovel Parc. Il représente une des plus fortes concentrations d’entreprises de l’Ouest parisien. Environ 1 000 entreprises emploient plus de 45 000 salariés, répartis dans des activités économiques diversifiées, notamment les filières technologiques comme l’informatique, les télécommunications, l’automobile et l’aéronautique. Vélizy-Villacoublay regroupe 5 % de la recherche et du développement privé en France. Ce pôle d’innovation possède aussi un réseau relationnel actif de dirigeants au sein de plusieurs associations inter-entreprises (grandes entreprises, PME, DRH…).
L’arrivée récente d'entreprises (Thales, Inéo ou Carmat, Dassault-Systèmes, Altran…) et la construction de nouveaux programmes immobiliers d’entreprise (siège d’Eiffage France, New Vélizy…) accélèrent l’évolution d’Inovel Parc.

## Culture locale et patrimoine

### Lieux et monuments
La commune ne contient aucun bâtiment ni objet recensé dans l'inventaire général du patrimoine culturel de la France. On peut toutefois mentionner :
- l'église Saint-Denis a été transportée d'Ursine en 1674 : son tympan est superbement orné des armoiries (dont trois lézards et trois étoiles d'or) de la famille Le Tellier de Louvois[62]
- l'église Saint-Jean-Baptiste (de style moderne) ;
- la caserne de CRS ;
- le musée des CRS, situé sur le site des CRS no 1 et no 61 ;
- le centre culturel de l'Onde. Ce dernier bâtiment, conçu par l'architecte Claude Vasconi, a été livré en décembre 2002 et comprend une salle de 670 places, une salle pluridisciplinaire de 200 places, deux grandes salles de danse, une salle de répétition d'orchestre, douze studios, quatre salles de classe, un studio d'enregistrement et un studio pour percussions.

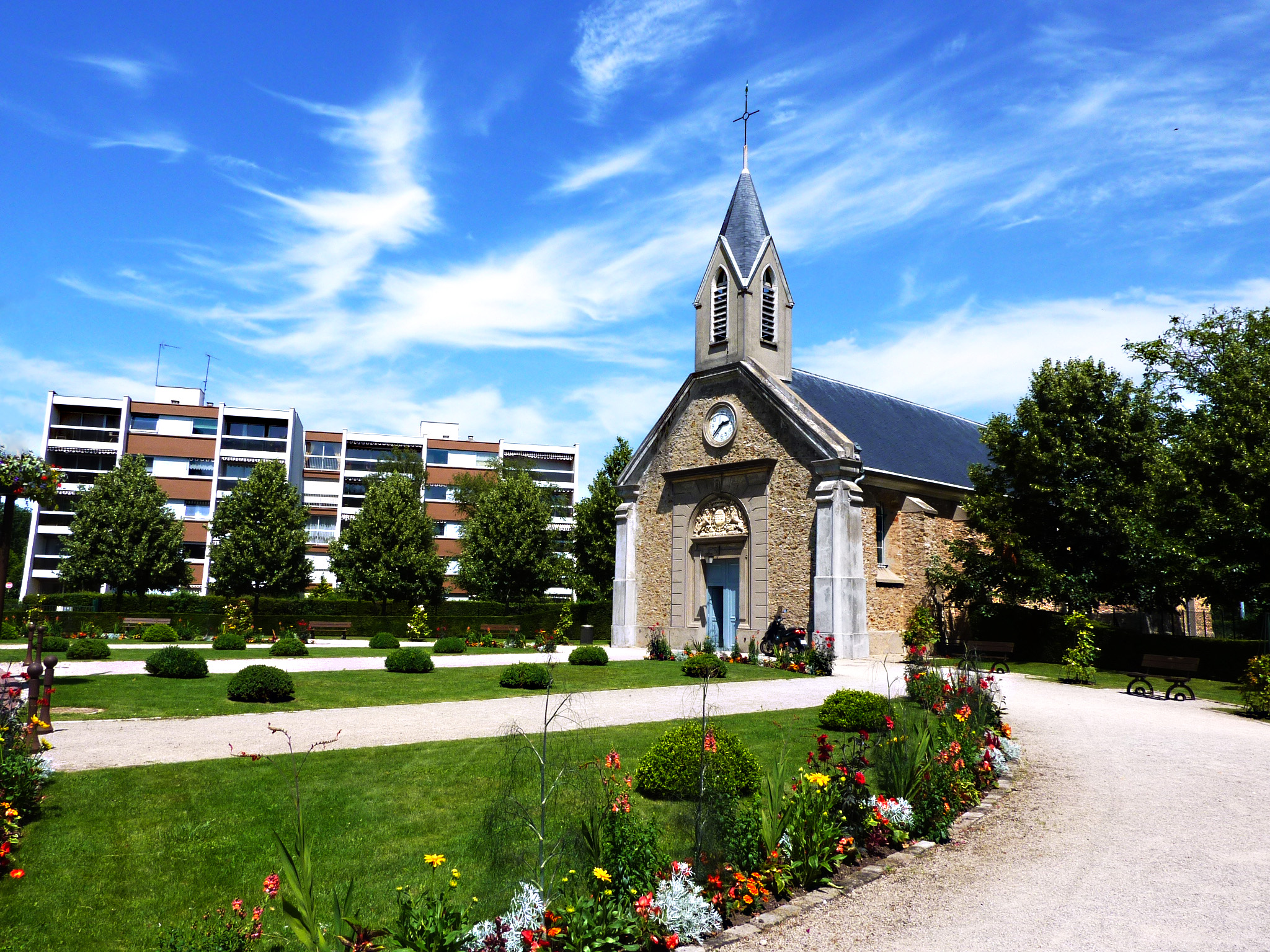
L'église Saint-Denis.
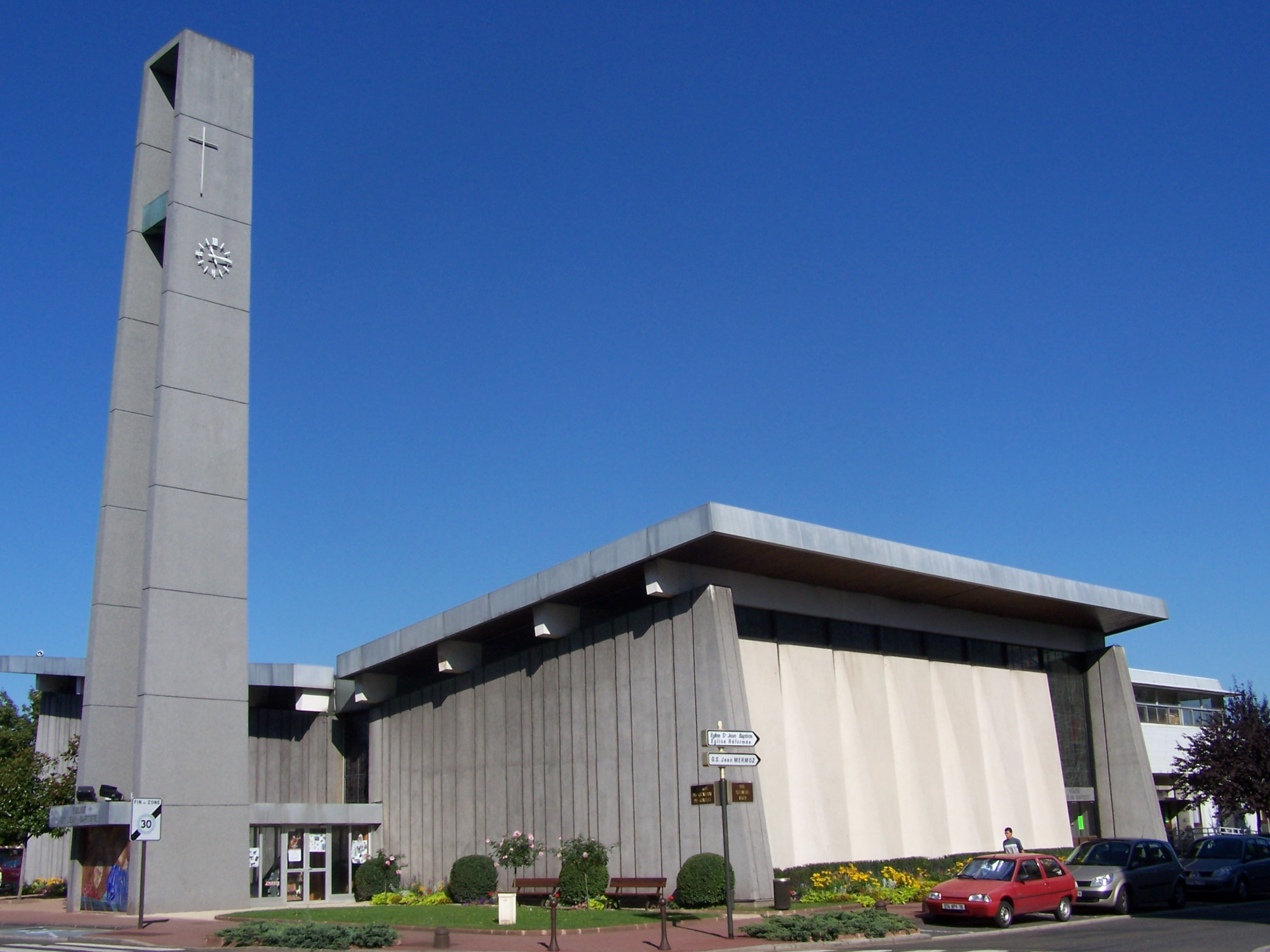
L'église Saint-Jean-Baptiste.
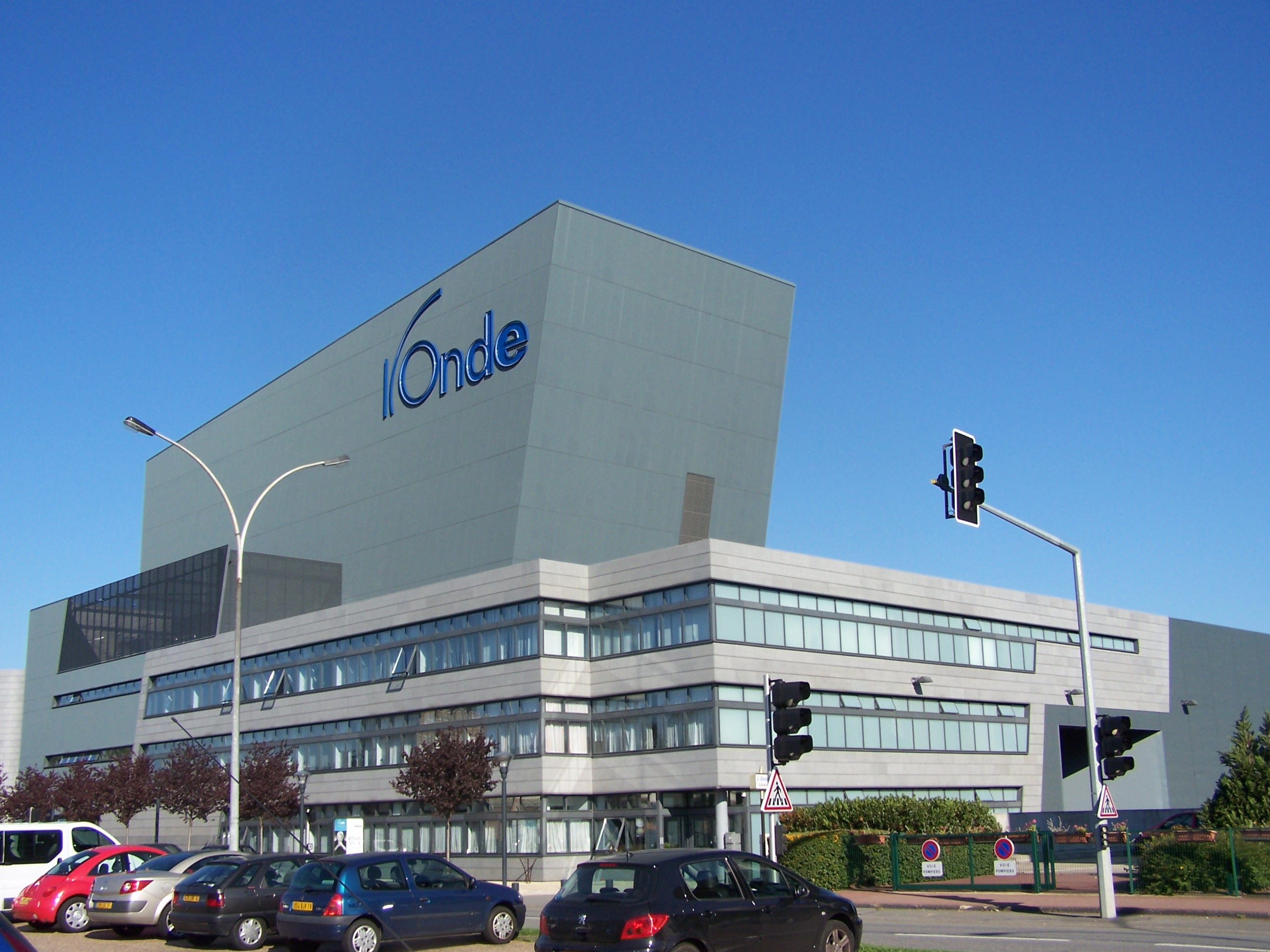
L'Onde, centre culturel.

### Vélizy et les médias
Vélizy 2 est le lieu initial d'émission de la radio libre RFM en 1981.
Villacoublay est le lieu principal de l'intrigue de la série d'animation française Clémentine destinée aux enfants et diffusée à la télévision sur Antenne 2 dans les années 1980.
En 2005, Vélizy est le lieu de tournage du film TV L'Évangile selon Aîmé avec comme acteur principal : Isaach de Bankolé, et en 2011 celui de quelques scènes du film Une pure affaire d'Alexandre Coffre.
Vélizy-Villacoublay, et plus précisément le centre commercial Vélizy 2, est l'un des lieux de tournage de l’émission Belle toute nue.
Durant l'été 2013, certaines scènes de la série Fais pas ci, fais pas ça saison 6 sont tournées dans différents lieux de Vélizy.
Au cours de l'été 2015, l'acteur et réalisateur Yvan Attal a tourné quelques scènes de son dernier long-métrage : Ils sont partout avec Charlotte Gainsbourg, Dany Boon, Benoît Poelvoorde, François Damiens.

### Personnalités liées à la commune
- Aline Riera (née en 1972), ancienne footballeuse française qui a joué pour le F.C.F. Juvisy (jus. 2005) et en équipe de France de football (jus. 2002, 59 sélections).
- Bastien Sohet (né en 1986) est un rugbyman français.
- Mayada Gargouri (née en 1988), auteur de bande dessinée française.
- Olivier Megaton (né en 1965), grapheur, graphiste, réalisateur.

### Héraldique, devise et logotype

#### Héraldique
Le blason de la commune a été défini par la commission héraldique de la préfecture de Seine-et-Oise, en 1943.
| Armes de Vélizy-Villacoublay | Elles peuvent se blasonner ainsi aujourd’hui : D'azur à deux vols d'argent en forme de V posés l'un au-dessus de l'autre, accompagnés en chef d'une étoile et en pointe de deux quintefeuilles et entre chacun des vols, de deux épis de blé tigés et feuillés posés l'un en bande, l'autre en barre, le tout d'or. |

#### Logotype
| Logotype de Vélizy-Villacoublay adopté en 2009 | La municipalité le définit ainsi : L'articulation autour du nom de « Ville de Vélizy-Villacoublay » et sa forme circulaire traduisent un mouvement dynamique, reflet de la vie économique, culturelle et sportive locales. À l’image de la Ville, ce logotype véhicule cinq dimensions : l’esprit de convivialité qui anime ses quartiers, le dynamisme de son tissu économique avec plus de 45 000 emplois. Mais aussi son audace créative et technologique, son art de vivre entre habitat moderne et domaine forestier et sa volonté de s’inscrire dans des projets ambitieux… Cercles de compétences, de services, d’ami(e)s, ils expriment à la fois l’alliance, la diversité des activités et les multiples univers fédérés par Vélizy-Villacoublay. Son aura et son rayonnement… au-delà et par-delà la Ville.. |